# Horizont

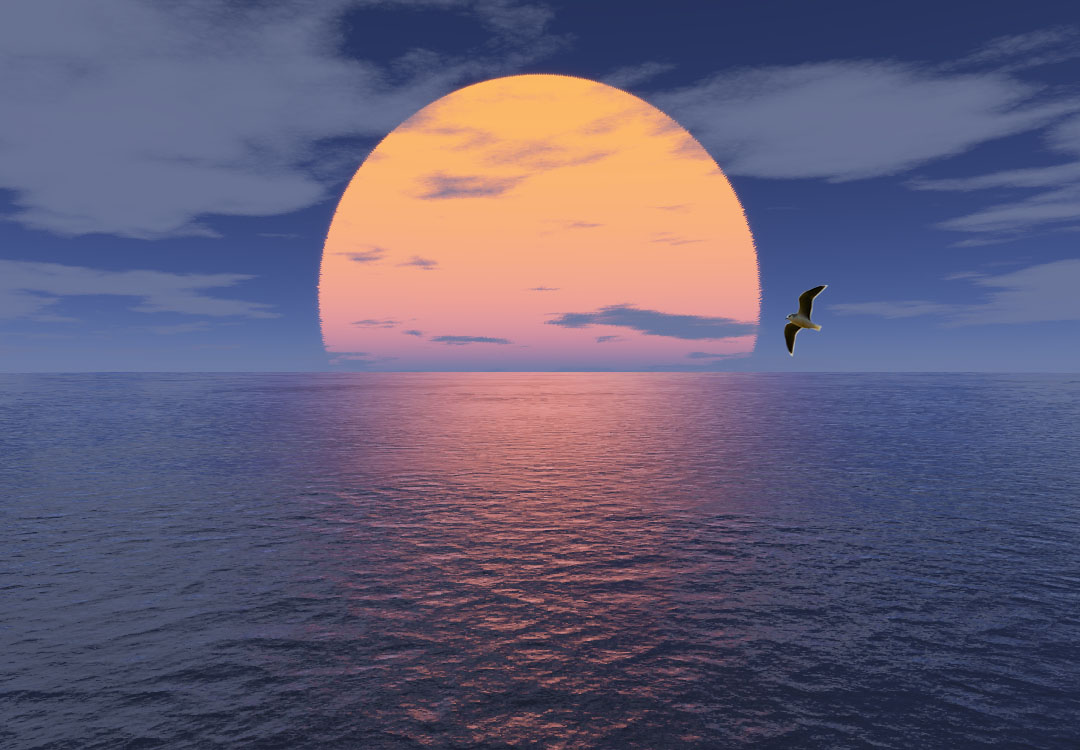
Horizont ábrázolása (számítógépes grafika)

A horizont (régebben horizon) görög eredetű szó, amelynek jelentése egy koordináta-rendszer alapsíkja, illetve egy olyan vonal, amelyen az ég és a föld összeérni látszik. A szót (és magyar megfelelőjét, a látóhatárt) gyakran átvitt értelemben is használják.

## A horizont különböző értelmezése

A horizont három fajtája.

### Látszólagos horizont
A látszólagos horizont a megfigyelő szemén vagy az optikai mérőműszer objektívjének középpontján átmenő vízszintes képzelt sík, vagy ennek a síknak és az éggömbnek a metszésvonala, amely libellával vagy függőónnal kijelölhető. A mellékelt ábrán – a magyar terminológia szerint tévesen – Astronomical horizon szöveggel van jelölve.

### Valódi horizont
A megfigyelési ponton áthaladó függőleges vonalra merőleges és a Föld középpontját magába foglaló sík, amely párhuzamos a látszólagos horizonttal. Nevezik csillagászati – néha égi – horizontnak is.

### Látható horizont
Földi viszonylatban értelmezett: míg a látszólagos és valódi horizont fizikailag nem létezik, addig az égbolt és a földfelszín találkozása látható, magyar szóval látóhatárnak is nevezik. A megfigyelő szeméből a tenger felszínéhez húzott érintő kúp köre, amely a horizontnál a szem magasságától függően mélyebben fekszik. A mellékelt ábrán True horizon szöveg jelöli. A látszólagos és a látható horizontot kijelölő vonalak által bezárt szöget horizontális depressziónak (vagy egyszerűen depressziónak) nevezik. Értéke a 
{\displaystyle \cos \gamma ={\frac {R}{R+h}}\,}
képletből meghatározható, ahol R a Föld sugara, h a szemmagasság. Hogy milyen távolságra látunk el, azt a
{\displaystyle d\approx 3,57{\sqrt {h}}\,}
képlet adja meg kilométerben, ahol a h magasságot méterben kell megadni.
Szárazföldön a környező tereptárgyak által meghatározott szabálytalan látóhatárt természetes horizontnak szokás nevezni. A mellékelt ábrán Visible horizon szöveg jelöli.

### Geometriai horizont
A látszólagos és a látható horizontot a légköri illetve terresztrikus refrakció módosítja, ennek neve geometriai horizont, és a látható horizont felett helyezkedik el.
A refrakció számszerű értéke a pillanatnyi hőmérséklet, páratartalom, légnyomás és további fizikai tényezőktől függ, ezért előre kiszámított táblázatok, grafikonok segítségével veszik számításba. A légköri refrakció a távoli objektumok képét a horizont feletti magasságtól függően különböző mértékben módosítja, de mindig emeli, ezért látunk oda, ahová geometriailag nem lehetne; közelítő értéke a horizonton 34,5 ívperc.
Normál rétegződés esetén (magassággal csökkenő hőmérséklet) a negatív hőmérséklet gradiensek a távoli objektumok horizont feletti magasságát csökkentik, mivel a fény felfelé törik azaz a refraktív görbe felülről konkáv. A normál terresztrikus refrakció a távoli objektumok alját kitakarja, proporcionálisan a távolság négyzetével. A normál terresztrikus refrakció figyelhető meg például a távolodó hajó esetében.
Hőmérséklet inverzió esetén (magassággal növekvő hőmérséklet) a pozitív hőmérséklet gradiensek a távoli objektumok horizont feletti magasságát növelik, mivel a fény lefelé törik azaz a refraktív görbe felülről konvex. Hőmérséklet inverzió akkor jön létre, ha a földfelszín tiszta, szélmentes időben nagy mennyiségű hőt sugároz ki éjszaka, és ezáltal erősen lehűl, a hajnali-reggeli órákban előfordul, hogy a levegő legalsó rétege hidegebb, mint a magasabban elhelyezkedő légrétegek.

## Használata
A horizont a csillagászati és földi, tengeri és légi tájékozódás egyik alapvető kiindulási eleme. Mint minden kör, a horizont is 360°-ra van osztva. A horizonton mért szöget azimutnak nevezzük.

### A csillagászatban
A megfigyelési ponton átmenő függőleges (horizontra merőleges) vonal az éggömböt két pontban döfi. A horizont fölötti pont neve Zenit (magyarul tetőpont), a horizont alatti pont neve Nadír (magyarul talppont). A horizont az eget két részre osztja; a felső állandóan látható, az alsó állandóan láthatatlan, és ezért a horizont a kelő és nyugvó csillagok geometriai helyének is nevezhető. A látszólagos horizont a topocentrikus horizontális koordináta-rendszer, a valódi horizont a geocentrikus horizontális koordináta-rendszer alapsíkja. A horizonttal párhuzamos síkok az éggömbből a magassági köröket metszik ki.
A csillagásznak egyes csillagok, égitestek helyzetének megadásánál geocentrikus koordináta-rendszert kell használnia, magassági méréseit pedig tulajdonképpen a geometriai horizonthoz viszonyítva végzi, így a közvetlenül nyert mérési adat redukálásának első lépése a légköri refrakció hatásának kiküszöbölése.
Ezt követően a látszólagos és a valódi (csillagászati) horizont közötti különbséget kell korrigálni, amely annál nagyobb, minél közelebb van hozzánk valamely égitest. Így a Hold esetében a látszó és valódi horizontra vonatkoztatott hely kb. 1° különbséget mutat; a bolygóknál és Napnál e különbség csak néhány ívmásodpercet tesz ki, a csillagoknál elhanyagolható. A különbség csak az égitestek magasságában jelentkezik, azimutjában nem, és napi parallaxisnak nevezzük. E parallaxis legnagyobb a csillag kelte vagy nyugta alkalmával, és nulla, ha az égitest a megfigyelő zenitjébe jut.
A horizontális koordináta-rendszerekben a magasság melletti másik koordinátát, az azimutot a horizonton mérjük, a déli iránytól nyugat felé 0-tól 360 fokig.

### A földi, légi és tengeri tájékozódásnál
A földfelszíni mérésekhez használt teodolitban a vízszintes osztott kör (limbusz) segítségével lehet mérni szögeket a látható (természetes) horizonton illetve közelebb. A csillagászattól eltérően az azimutszöget az északponttól az óramutató járásával megegyezően kelet felé mérjük 0-tól 360 fokig, tehát az északi irány azimutja 0°.
A tengeri navigációnál a különböző típusú szextánsokkal történik a tájékozódásra használt égi objektumok, csillagok horizont feletti magasságának meghatározása.
A horizont érzékelése a repülés biztonsága szempontjából alapvető. Éjszaka és rossz látási viszonyok között ezért műhorizont segítheti a pilóták tájékozódását.